# Siergiej Sokołow (lekkoatleta)
Siergiej Władimirowicz Sokołow (ros. Сергей Владимирович Соколов, ur. 29 marca 1962 w miejscowości Koczkor-Ata w Kirgiskiej SRR, zm. 8 marca 2021 w Pryłukach) – radziecki lekkoatleta, sprinter, mistrz Europy z 1982.

## Kariera sportowa
Urodził się w Kirgiskiej SRR, ale jako dziecko przyjechał z rodziną do Pryłuków i tam się wychował.
Zdobył srebrne medale w biegu na 200 metrów i w sztafecie 4 × 100 metrów na mistrzostwach Europy juniorów w 1981 w Utrechcie. Na tych mistrzostwach awansował do finału biegu na 100 metrów, lecz w nim nie wystąpił.
Zwyciężył w sztafecie 4 × 100 metrów (która biegła w składzie: Aleksandr Aksinin, Sokołow, Andriej Prokofjew i Nikołaj Sidorow) oraz zajął 8. miejsce w biegu na 200 metrów na mistrzostwach Europy w 1982 w Atenach. Odpadł w półfinale biegu na 200 metrów na mistrzostwach świata w 1983 w Helsinkach.
Na zawodach „Przyjaźń-84” rozgrywanych w Moskwie dla lekkoatletów z państw bojkotujących igrzyska olimpijskie w 1984 w Los Angeles Sokołow zwyciężył w sztafecie 4 × 100 metrów (w składzie: Aleksandr Jewgienjew, Sokołow, Władimir Murawjow i Sidorow) oraz zajął 6. miejsce w biegu na 200 metrów.
Sokołow był mistrzem ZSRR w biegu na 200 metrów w 1982 oraz wicemistrzem na tym dystansie w 1983, a także brązowym medalistą w hali w biegu na 200 metrów w 1983.
Otrzymał tytuł Zasłużonego Mistrza Sportu ZSRR w 1982.

## Rekordy życiowe
Siergiej Sokołow miał następujące rekordy życiowe:
- bieg na 100 metrów – 10,47 s (26 lipca 1983, Leningrad)
- bieg na 200 metrów – 20,52 s (23 czerwca 1984, Kijów)